# Eriurgus pilimanus
Eriurgus pilimanus är en tvåvingeart som beskrevs av Friedrich Georg Hendel 1926. Eriurgus pilimanus ingår i släktet Eriurgus och familjen lövflugor.
Artens utbredningsområde är Peru. Inga underarter finns listade i Catalogue of Life.